# ヒロイン/花のように
ヒロイン/花のようには、日本・韓国の歌手、Sindyのセカンドシングルで初の両A面シングル。2011年8月24日リリース。

## 概要
- 光と影　二面性の共存を描いた両A面シングル。
- 収録曲であるヒロインは　映画「アサシン」（原作：新堂冬樹）主題歌である。

## 収録曲
1. ヒロイン
  - 作詞・作曲：川江美奈子／編曲：武部聡志
  - 映画「アサシン」（原作：新堂冬樹）主題歌
2. 花のように
  - 作詞：高橋桂子／作曲・編曲:マシコタツロウ
3. ヒロイン（オリジナルカラオケ）
4. 花のように（オリジナルカラオケ）